# Sunčeva kola iz Trundholma
Sunčeva kola iz Trundholma su skulptura iz razdoblja Nordijskog brončanog doba, pronađena u Trundholmu, u Danskoj. 
Otkrivena su prilikom iskapanja 1902. godine u močvari kod Trundholma, okrug West Zealand na sjeverozapadnoj obali otoka Zealanda (približne koordinate 55°55′N 11°37′E / 55.917°N 11.617°E). Danas su dio zbirke Nacionalnog danskog muzeja (Nationalmuseet) u Kopenhagenu. Godine 1998. provedeno je novo iskapanje na istom mjestu i s pomoću detektora metala pronađeno je još dijelova objekta (21 fragment!).
Skulptura se datira u vrijeme oko 1800. do 1600. prije Krista. Kako su kola otkrivena prije nego što je razvijeno datiranje pomoću peluda, nije moguće preciznije odrediti vrijeme nastanka.

## Opis
Predmet čine konj i veliki brončani disk, koji su pak postavljeni na kotače. Konj stoji na brončanoj prečki, koju podupiru 4 kotača. Prečka ispod konja spojena je sa sunčevim diskom koji pak podupiru 2 kotača. Svi kotači imaju po 4 žbice. Predmet je izrađen lijevanjem u tehnici izgubljenog voska.
Promjer diska je oko 25 cm. i samo je jedna strana diska pozlaćena, ona desna ako gledamo u pravcu konja.

## Tumačenje simbola na disku
Obje strane diska (zlatna - sunčeva / brončana - mjesečeva) urešene su ravnomjerno raspoređenim jednostrukim i dvostrukim simboličkim prikazima. Na zlatnoj strani imamo 44 jednostruka i 52 dvostruka simbola, a na brončanoj strani imamo 44 jednostruka i 54 dvostruka simbola.
Klaus Randsborg, profesor arheologije na Sveučilištu u Kopenhagenu, istaknuo je kako zbroj broja spirala u svakom krugu diska, pomnožen s brojem krugova u kojima se nalaze, računajući od sredine (1x1 + 2x8 + 3x20 + 4x25), rezultira ukupno brojem 177, koji dolazi vrlo blizu broju dana u šest sinodičkih mjeseci. Sinodički ciklus je vrijeme koje protječe između dva uzastopna pojavljivanja nekog objekta na nebu, kao što je primjerice neka određena zvijezda. To je vrijeme koje proteče prije nego što će se objekt pojaviti na istom mjestu na nebu (kada je promatran sa Zemlje). On tvrdi da to pokazuje da je disk je osmišljen od strane osobe s nekom mjerom astronomskog znanja, te da je skulptura možda djelovala kao kalendar.

## Vanjske poveznice
- Reconstructing the Trundholm Sun Chariot  Arhivirana inačica izvorne stranice od 11. listopada 2008. (Wayback Machine), Anders Söderberg, Sweden, 2002. Söderberg pokazuje način na koji je dio kola izliven tehnikom izgubljenog voska.
- Götter und Helden in der Bronzezeit: Europa im Zeitalter des Odysseus  Arhivirana inačica izvorne stranice od 27. rujna 2007. (Wayback Machine), izložba, Bonn. 1999.